# Arotes facialis
Arotes facialis là một loài tò vò trong họ Ichneumonidae.